# مادلين مارتن
مادلين مارتن (بالإنجليزية: Madeleine Martin)‏ هي مغنية وممثلة كندية وأمريكية، ولدت في 15 أبريل 1993 بمانهاتن في الولايات المتحدة. بدأت مشوارها المهني سنة 2000.

## أعمال

### مسلسلات
- ذا غود وايف
- عقول إجرامية
- هيملوك غروف

## وصلات خارجية
- مادلين مارتن على موقع IMDb (الإنجليزية)
- مادلين مارتن على موقع ألو سيني (الفرنسية)
- مادلين مارتن على موقع ميوزك برينز (الإنجليزية)
- مادلين مارتن على موقع أول موفي (الإنجليزية)
- مادلين مارتن على موقع قاعدة بيانات برودواي على الإنترنت (الإنجليزية)
- مادلين مارتن على موقع ديسكوغز (الإنجليزية)
- مادلين مارتن على موقع قاعدة بيانات الفيلم (الإنجليزية)
- مادلين مارتن على موقع كينوبويسك (الروسية)